# كينوكسالين
كينوكسالين هو مركب عضوي حلقي نتروجيني له الصيغة الكيميائية C8H6N2، ويكون على شكل بلورات صفراء إلى بنية اللون.
يتألف المركب بنيوياً من حلقتين مندمجتين من البنزين والبيرازين؛ وهو ينتمي بذلك إلى مركبات ديازانفثالين (هيكل نفثالين متضمن لذرتي نتروجين في البنية)، بما فيها كينازولين وفثالازين وسينولين.

## التحضير
تحضر مركبات الكينوكسالين على العموم من تفاعل تكاثف بين مركب أورثو ثنائي أمين مع ثنائي كيتون. ولتحضير مركب الكينوكسالين يستخدم لذلك التفاعل بين الغليوكسال مع أورثو فينيلديامين (2,1-ثنائي أمينو البنزين).
كما يمكن استخدام البنزل عوضاً عن الغليوكسال باستخدام حمض 2-يودوكسي البنزويك (IBX) كحفاز للعملية.
أما المشتقات المستبدلة فتحضر عند استخدام أحماض ألفا كيتو أو ألفا كلورو الكيتونات عوضاً عن ثنائيات الكيتون. كما يمكن تحضير المشتقات من اختزال الأحماض الأمينية المفلورة.

## الخواص
يكون الكينوكسالين في الشروط القياسية على شكل بلورات صفراء إلى بنية اللون، وهي تنحل في الماء وفي المذيبات العضوية مثل الإيثانول وثنائي إيثيل الإيثر والبنزين. يبدي المركب خواصاً قاعدية ضعيفة، حيث تبلغ قيمة pKa=0.60

## الاستخدامات
يستخدم الكينوكسالين ومشتقاته كربيطة في تصميم الحفازات. كما تستخدم مشتقات الكينوكسالين في تحضير الأصبغة والمستحضرات الصيدلانية.